# Bundesautobahn 623
La Bundesautobahn 623, abbreviata anche in BAB 623, è una breve autostrada tedesca della lunghezza di 10 km che collega l'Autostrada BAB 8 con la città di Saarbrücken.

## Percorso
| BAB 623 |           |                         |     |                |                |
| Tipo    | n° uscita | Indicazione             | km  | Corrispondenze | Strada europea |
|         | 1         | Dreieck Friedrichsthal  | 9,8 |                |                |
|         | 2         | Sulzbach - Altenwald    | 9,3 |                |                |
|         | 3         | Sulzbach                | 7,1 |                |                |
|         | 4         | Saarbrucken Dudweiler   | 4,6 |                |                |
|         | 5         | Saarbrucken Herrensohr  | 3,2 |                |                |
|         | 7         | Saarbrucken Ludwigsberg | 0,0 |                |                |